# Purdue University (Indiana)
Purdue University es un lugar designado por el censo ubicado en el condado de Tippecanoe en el estado estadounidense de Indiana. En el Censo de 2010 tenía una población de 12183 habitantes y una densidad poblacional de 3.623,95 personas por km².

## Geografía
Purdue University se encuentra ubicado en las coordenadas 40°25′45″N 86°55′25″O / 40.42917, -86.92361. Según la Oficina del Censo de los Estados Unidos, Purdue University tiene una superficie total de 3.36 km², de la cual 3.36 km² corresponden a tierra firme y (0%) 0 km² es agua.

## Demografía
Según el censo de 2010, había 12183 personas residiendo en Purdue University. La densidad de población era de 3.623,95 hab./km². De los 12183 habitantes, Purdue University estaba compuesto por el 69.93% blancos, el 3.66% eran afroamericanos, el 0.14% eran amerindios, el 22.97% eran asiáticos, el 0.04% eran isleños del Pacífico, el 1.06% eran de otras razas y el 2.2% pertenecían a dos o más razas. Del total de la población el 3.58% eran hispanos o latinos de cualquier raza.